# Elaphria mesomela
Elaphria mesomela är en fjärilsart som beskrevs av Paul Dognin 1907. Elaphria mesomela ingår i släktet Elaphria och familjen nattflyn. Inga underarter finns listade i Catalogue of Life.